# Potkrš
Potkrš (Servisch cyrillisch Поткрш) is een plaats in de Servische gemeente Prijepolje. De plaats telt 124 inwoners (2002).